# 利科馬縣
12°05′S 34°40′E / 12.083°S 34.667°E
利科馬縣（Likoma District）是馬拉維東部的一個縣，屬於北部區的一部分，該縣位於馬拉維湖以東，是馬拉維在莫桑比克的飛地，由兩個主要島嶼組成，面積18平方公里，人口13,000。